# 聖胡安阿蒂坦
聖胡安阿蒂坦（西班牙語：San Juan Atitán），是危地馬拉的市鎮，位於該國西部，由韋韋特南戈省負責管轄，面積64平方公里，海拔高度2,356米，2002年人口13,365，人口密度每平方公里209人。